# Primeira Liga 2016 (Brasile)
La Primeira Liga 2016 è stata la prima edizione del torneo calcistico Primeira Liga, fondato nel 2015 da alcuni club in protesta della CBF.

## Organizzazione
A partecipare al torneo sono 12 club calcistici del Brasile, ripartiti in tre gironi composti rispettivamente da quattro squadre. La prima classificata di ciascuno di tali gironi, assieme con la migliore tra le seconde classificate, si qualifica per le semifinali, organizzate in un duplice match di andata-ritorno.

## Squadre partecipanti

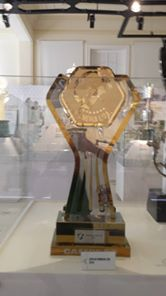
Primeira Liga 2016

| Squadra          | Città          | Stato             |
| ---------------- | -------------- | ----------------- |
| America-RJ       | Rio de Janeiro | Rio de Janeiro    |
| Atlético Mineiro | Belo Horizonte | Minas Gerais      |
| Athl. Paranaense | Curitiba       | Paraná            |
| Avaí             | Florianópolis  | Santa Catarina    |
| Coritiba         | Curitiba       | Paraná            |
| Criciúma         | Criciúma       | Santa Catarina    |
| Cruzeiro         | Belo Horizonte | Minas Gerais      |
| Flamengo         | Rio de Janeiro | Rio de Janeiro    |
| Fluminense       | Rio de Janeiro | Rio de Janeiro    |
| Grêmio           | Porto Alegre   | Rio Grande do Sul |
| Internacional    | Porto Alegre   | Rio Grande do Sul |

## Date e partite

### Girone A

#### Risultati
| Squadra          | Pt | G | V | N | P | GF | GS | DG |
| ---------------- | -- | - | - | - | - | -- | -- | -- |
| Fluminense       | 6  | 3 | 2 | 0 | 1 | 6  | 4  | +2 |
| Athl. Paranaense | 6  | 3 | 2 | 0 | 1 | 3  | 2  | +1 |
| Cruzeiro         | 4  | 3 | 1 | 1 | 1 | 6  | 6  | 0  |
| Criciúma         | 1  | 3 | 0 | 1 | 2 | 1  | 4  | -3 |

#### Partite
| Arbitro: | Charles Lemos |

|                    |           |             |
| Diego Giaretta 23’ | Marcatori | 14’ Alisson |

| Arbitro: | Célio Amorim |

|  |           |              |
|  | Marcatori | 70’ Vinicius |

| Arbitro: | Francisco de Paula Neto |

|                                       |           |                                                  |
| Rafael Silva 4’ 43’ De Arrascaeta 65’ | Marcatori | 28’ (rig.) 34’ 70’ (rig.) Diego Souza 37’ Scarpa |

| Arbitro: | Jeferson da Costa |

|            |           |  |
| Otávio 87’ | Marcatori |  |

| Arbitro: | Leandro Pedro Vuaden |

|                                |           |                    |
| Douglas Coutinho 75’ Elber 79’ | Marcatori | 33’ Pablo Teixeira |

| Arbitro: | Ronei Alves |

|               |           |  |
| Gerson 4’ 33’ | Marcatori |  |

### Girone B

#### Risultati
| Squadra       | Pt | G | V | N | P | GF | GS | DG |
| ------------- | -- | - | - | - | - | -- | -- | -- |
| Internacional | 5  | 3 | 1 | 2 | 0 | 3  | 0  | +3 |
| Grêmio        | 5  | 3 | 1 | 2 | 0 | 3  | 2  | +1 |
| Coritiba      | 4  | 3 | 1 | 1 | 1 | 3  | 1  | +2 |
| Avaí          | 1  | 3 | 0 | 1 | 2 | 2  | 8  | -6 |

#### Partite
| Porto Alegre 27 gennaio 2016 | Internacional         | 0 – 0 | Coritiba | Beira-Rio (13'092 spett.)\| Arbitro: \| Ronan Marques da Rosa \| |
| Arbitro:                     | Ronan Marques da Rosa |       |          |                                                                  |

| Arbitro: | Erik Fernandes |

|                         |           |                       |
| William 51’ Gabriel 87’ | Marcatori | 1’ Edinho 61’ Bressan |

| Arbitro: | Héber Lopes |

|             |           |  |
| Douglas 21’ | Marcatori |  |

| Arbitro: | Ronei Alves |

|                                 |           |  |
| Aylon 42’ Dourado 44’ Sasha 81’ | Marcatori |  |

| Porto Alegre 6 marzo 2016 | Grêmio           | 0 – 0 | Internacional | Arena do Grêmio (48'204 spett.)\| Arbitro: \| Anderson Daronco \| |
| Arbitro:                  | Anderson Daronco |       |               |                                                                   |

| Arbitro: | William Steffens |

|                                                    |           |  |
| Weverson Leandro 33’ 67’ (rig.) Vinicius Silva 41’ | Marcatori |  |

### Girone C

#### Risultati
| Squadra          | Pt | G | V | N | P | GF | GS | DG |
| ---------------- | -- | - | - | - | - | -- | -- | -- |
| Flamengo         | 7  | 3 | 2 | 1 | 0 | 4  | 1  | +3 |
| Figueirense      | 4  | 3 | 1 | 1 | 1 | 3  | 3  | 0  |
| America-RJ       | 4  | 3 | 1 | 1 | 1 | 2  | 2  | 0  |
| Atlético Mineiro | 1  | 3 | 0 | 1 | 2 | 2  | 5  | -3 |

#### Partite
| Arbitro: | Héber Lopes |

|  |           |                  |
|  | Marcatori | 67’ 87’ Guerrero |

| Arbitro: | Arlison da Anunciação |

|           |           |  |
| Sávio 13’ | Marcatori |  |

| Arbitro: | Leandro Vuaden |

|                                     |           |             |
| Dudu 13’ (rig.) Gabriel Esteves 54’ | Marcatori | 37’ Eduardo |

| Arbitro: | Bráulio Machado |

|             |           |  |
| Éverton 47’ | Marcatori |  |

| Belo Horizonte 2 marzo 2016                                    | Atlético Mineiro | 1 – 1             | America-RJ | Mineirão (6'403 spett.) |
| \| \| \| \| \| Dátolo 63’ \| Marcatori \| 65’ Rafael Bastos \| |                  |                   |            |                         |
|                                                                |                  |                   |            |                         |
| Dátolo 63’                                                     | Marcatori        | 65’ Rafael Bastos |            |                         |

| Brasilia 9 marzo 2016                                             | Flamengo  | 1 – 1              | Figueirense | Mané Garrincha (7'219 spett.) |
| \| \| \| \| \| Guerrero 33’ \| Marcatori \| 29’ Éverton Santos \| |           |                    |             |                               |
|                                                                   |           |                    |             |                               |
| Guerrero 33’                                                      | Marcatori | 29’ Éverton Santos |             |                               |

### Raffronto delle seconde qualificate
| Pos. | Squadra          | Pt | G | V | N | P | GF | GS | DR | Gir |
| ---- | ---------------- | -- | - | - | - | - | -- | -- | -- | --- |
| 1.   | Athl. Paranaense | 6  | 3 | 2 | 0 | 1 | 3  | 2  | +1 | A   |
| 2.   | Grêmio           | 5  | 3 | 1 | 2 | 0 | 3  | 2  | +1 | B   |
| 3.   | Figueirense      | 4  | 3 | 1 | 1 | 1 | 3  | 3  | 0  | C   |

### Fase ad eliminazione diretta

#### Semifinali
| Squadra 1  | Risultato       | Squadra 2        |
| ---------- | --------------- | ---------------- |
| Fluminense | 2 – 2 (3-2 dtr) | Internacional    |
| Flamengo   | 0 – 1           | Athl. Paranaense |

| Arbitro: | Sandro Ricci |

|                                           |                      |                                           |
| Osvaldo 29’ 60’                           | Marcatori            | 24’ 85’ Vitinho                           |
| Scarpa Cícero Marcos Júnior Felipe Amorim | Tiri di rigore 3 – 2 | Sasha Vitinho Marquinhos Jackson Anderson |

| Arbitro: | Leandro Vuaden |

|  |           |                      |
|  | Marcatori | 61’ Marcos Guilherme |

#### Finale
| Arbitro: | Sandro Ricci |

|                   |           |  |
| Marcos Júnior 80’ | Marcatori |  |